# Viteză de deformare
În mecanică și știința materialelor viteza de deformare este derivata temporală a deformației unui material. Viteza de deformare are ca dimensiune inversul timpului și ca unitate SI inversul secundei, s−1 (sau a multiplilor săi).
Viteza de deformare într-un anumit punct din material măsoară viteza cu care distanțele elementelor adiacente ale materialului se modifică în timp în vecinătatea punctului respectiv. Ea cuprinde atât viteza cu care materialul se dilată sau se comprimă (viteza de întindere), cât și viteza cu care este deformat de tensiunea tangențială fără a-i modifica volumul (viteza de forfecare). Este zero dacă aceste distanțe nu se modifică, așa cum se întâmplă atunci când toate particulele dintr-o anumită regiune se mișcă în aceeași direcție cu aceeași viteză și/sau se rotesc cu aceeași viteză unghiulară, ca și cum acea parte a mediului ar fi un corp rigid.
Viteza de deformare este o noțiune din știința materialelor și din mecanica mediilor continue, care joacă un rol esențial în fizica fluidelor și a solidelor deformabile. În special într-un fluid newtonian izotrop, tensiunile viscoase sunt o funcție liniară de viteza de deformare, definită de doi coeficienți, unul pentru viteza de dilatare (coeficientul de viscozitate volumică), și una legată de viteza de forfecare (coeficientul de viscozitate obișnuit). La solide, vitezele de deformare mai mari pot determina adesea ruperea materialelor în mod normal ductile într-o manieră casantă.

## Definiție
Definiția vitezei de deformare a fost introdusă pentru prima dată în 1867 de metalurgistul american Jade LeCocq, care a definit-o drept „viteza cu care apare deformarea. Este viteza în timp de modificare a deformării”. În fizică viteza de deformare este în general definită ca derivată a deformației în funcție de timp. Definiția sa precisă depinde de modul în care este măsurată deformația.
Deformația este raportul dintre două lungimi, deci este o mărime adimensională (un număr care nu depinde de alegerea unităților de măsură). Astfel, viteza de deformare are ca dimensiune inversul timpului și ca unitate inversul secundei, s−1 (sau a multiplilor săi).

## Deformații simple
În contexte simple, un singur număr poate fi suficient pentru a descrie deformația, respectiv viteza de deformare. De exemplu, atunci când o bandă de cauciuc lungă și uniformă este întinsă treptat prin tragerea de la capete, tensiunea poate fi definită ca raportul {\displaystyle \epsilon } dintre deformația în urma întinderii și lungimea inițială a benzii:
{\displaystyle \epsilon (t)={\frac {L(t)-L_{0}}{L_{0}}}}
unde {\displaystyle L_{0}} este lungimea inițială, iar {\displaystyle L(t)} este lungimea la momentul {\displaystyle t}. Atunci viteza de deformare va fi
{\displaystyle {\dot {\epsilon }}(t)={\frac {d\epsilon }{dt}}={\frac {d}{dt}}\left({\frac {L(t)-L_{0}}{L_{0}}}\right)={\frac {1}{L_{0}}}{\frac {dL(t)}{dt}}={\frac {v(t)}{L_{0}}}}
unde {\displaystyle v(t)} este viteza cu care capetele se îndepărtează unul de altul.
Viteza de deformare poate fi exprimată și printr-un singur număr atunci când materialul este supus la forfecare fără modificarea volumului, și anume, atunci când deformația poate fi descrisă ca un set de straturi subțiri (infinitezimale) paralele care alunecă unul pe celălalt la fel cu niște foi rigide, în aceeași direcție, fără a-și modifica distanța dintre ele. Această descriere se potrivește cu curgerea laminară a unui fluid între două plăci solide care alunecă paralel una cu cealaltă (o curgere Couette⁠(d)) sau în interiorul unei țevi cu secțiune constantă (o curgere Poiseuille⁠(d)). În aceste cazuri starea materialului la un moment dat, {\displaystyle t,} poate fi descrisă prin deplasarea {\displaystyle X(y,t)} a fiecărui strat, dintr-un moment arbitrar față de momentul pornirii, ca o funcție de distanța {\displaystyle y} față de peretele fix. Atunci deformația din fiecare strat poate fi exprimată ca limită a raportului dintre deplasarea relativă curentă {\displaystyle X(y+d,t)-X(y,t)} a unui strat din apropiere, și distanța {\displaystyle d} dintre straturi:
{\displaystyle \epsilon (y,t)=\lim _{d\rightarrow 0}{\frac {X(y+d,t)-X(y,t)}{d}}={\frac {\partial X}{\partial y}}(y,t)}
Prin urmare viteza de deformare este
{\displaystyle {\dot {\epsilon }}(y,t)=\left({\frac {\partial }{\partial t}}{\frac {\partial X}{\partial y}}\right)(y,t)=\left({\frac {\partial }{\partial y}}{\frac {\partial X}{\partial t}}\right)(y,t)={\frac {\partial V}{\partial y}}(y,t)}
unde {\displaystyle V(y,t)} este viteza momentană liniară a materialului la distanța {\displaystyle y} de perete.

## Determinarea vitezei de deformare
Determinarea vitezei de deformare a materialelor se poate face cu așa-numita metodă punct epsilon ({\displaystyle {\dot {\varepsilon }}}) care poate fi folosită pentru a obține parametrii viscoelastici⁠(d) printr-un model cu parametri concentrați⁠(d).

## Viteza de alunecare sau viteza de deformare tangențială

deformare tangențială uniaxială

Similar, viteza de alunecare, numită și viteza de deformare tangențială sau viteza de forfecare este derivata deformației de forfecare în funcție de timp. În tehnică tensiunea tangențială poate fi definită ca deformația unghiulară determinată de o solicitare de forfecare, {\displaystyle \gamma }.
{\displaystyle \gamma ={\frac {w}{l}}=\tan(\theta )\approx \theta }
Prin urmare, viteza de deformare de alunecare unidirecțională poate fi definită ca:
{\displaystyle {\dot {\gamma }}={\frac {d\gamma }{dt}}}